# Toposcopio

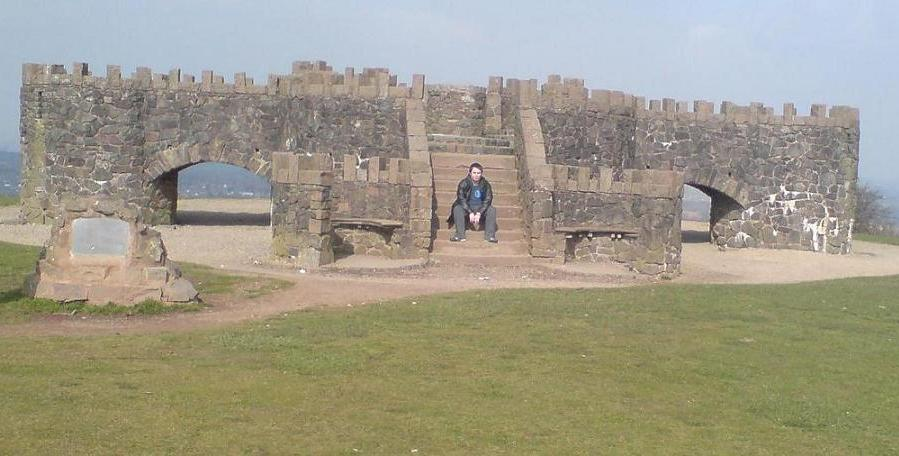
Un toposcopio elaborato sulla Beacon Hill a Lickey Hills vicino a Birmingham, UK

Un toposcopio, o tavola di orientamento è un marcatore creato su una collina o su un luogo alto che indica la direzione, e spesso anche la distanza, di caratteristiche notevoli di un paesaggio che possono essere viste da quel punto.

## Descrizione

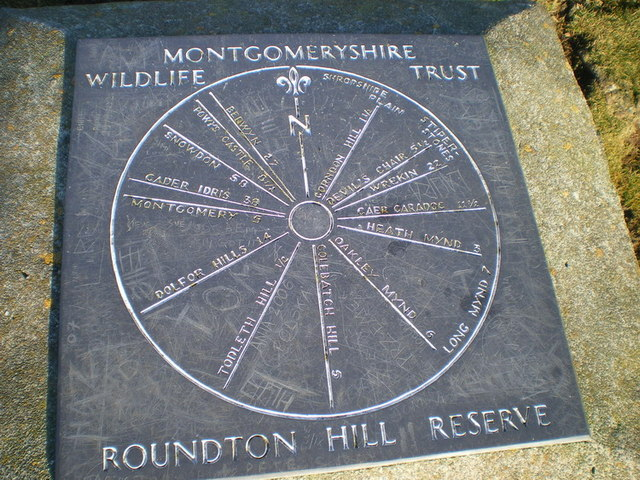
Slate toposcopio sulla cima della Roundton Hill, con il Nord marcato.

I toposcopi sono spesso dedicati a particolari persone o eventi. Solitamente mostrano i punti di una bussola, o almeno il Nord. Sono spesso posizionati in parchi pubblici, parchi nazionali, nei terreni di case signorili, sulla cima di colline o montagne o in altri punti panoramici, a volte come accompagnamento o integrazione di vertici trigonometrici, o ancora in luoghi di interesse storico come ad esempio campi di battaglia.
Piccoli toposcopi consistono solitamente di una placca circolare con una placca con un marchio circolare sopra, montata orizzontalmente su un plinto. Hanno linee che indicano la direzione da vari punti di riferimento, insieme alla distanza e spesso con una rappresentazione schematica di riferimento.
Sono spesso costruiti con un metallo come il bronzo (ma anche in pietra, utilizzando spesso la pietra di Volvic). Impressi o incisi, sulla cima di un blocco di cemento o pietra, che fornisce resistenza alle intemperie e agli atti vandalici.

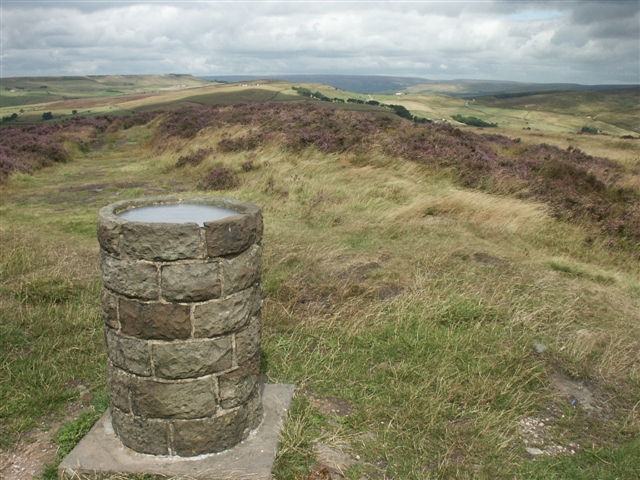
Un toposcopio montato in cima a Lantern Pike.

Grandi toposcopi possono trovarsi su aree pavimentate circolari, con numerose placche intorno al perimetro, dove ciascuna indica una caratteristica particolare del paesaggio.